# Ficus uncinata
Ficus uncinata là một loài thực vật có hoa trong họ Moraceae. Loài này được (King) Becc. mô tả khoa học đầu tiên năm 1902.